# Греки в Балтиморе
История греков Балтимора (Мэриленд, США) берёт своё начало в конце 19-го и начале 20-го веков. В городе проживает одна из самых крупных общин американских греков в Соединённых Штатах, сконцентрированная в нейборхудах Гриктаун (греческий квартал) и Хайлендтаун Восточного Балтимора.

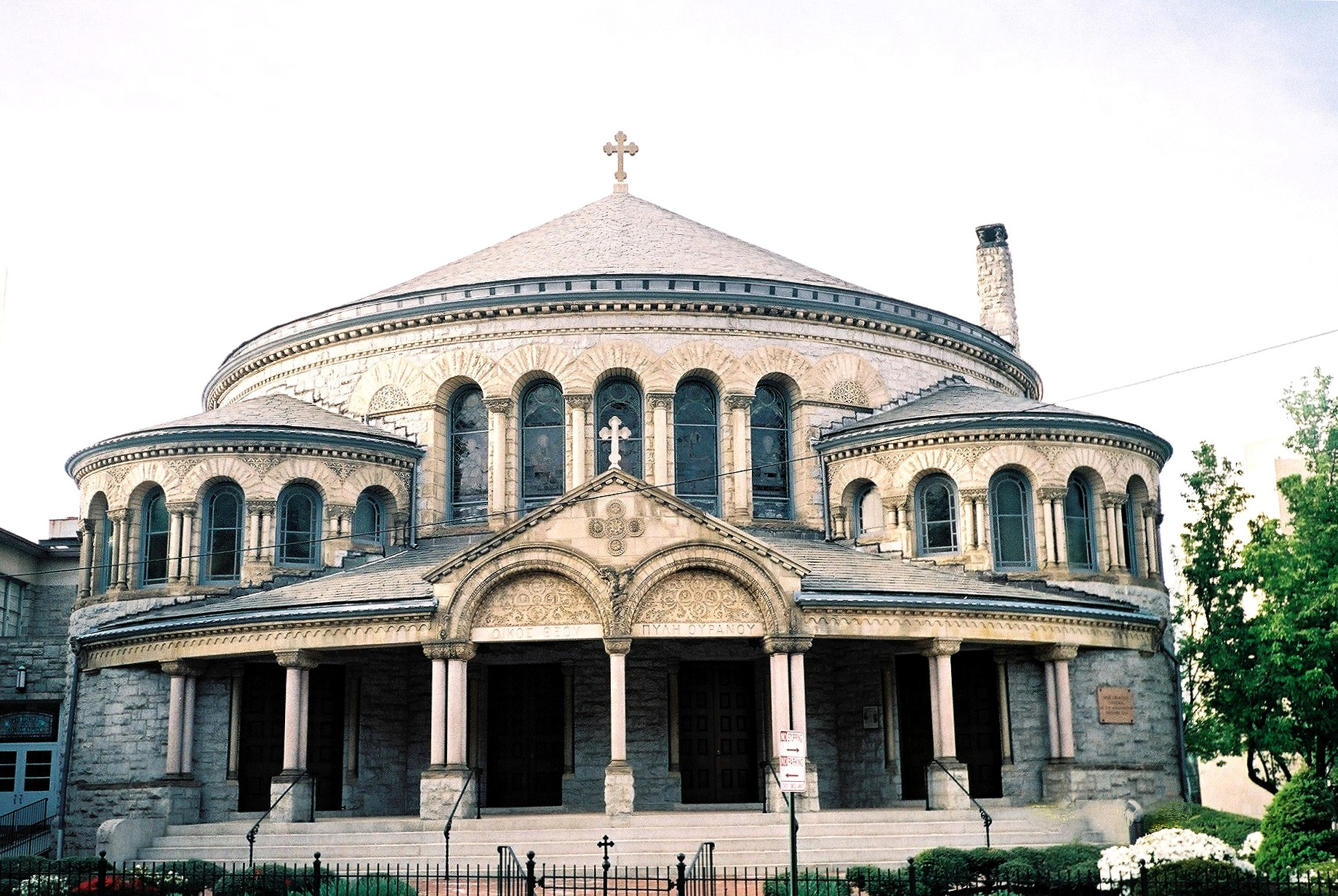
Благовещенский собор (2006)

## История

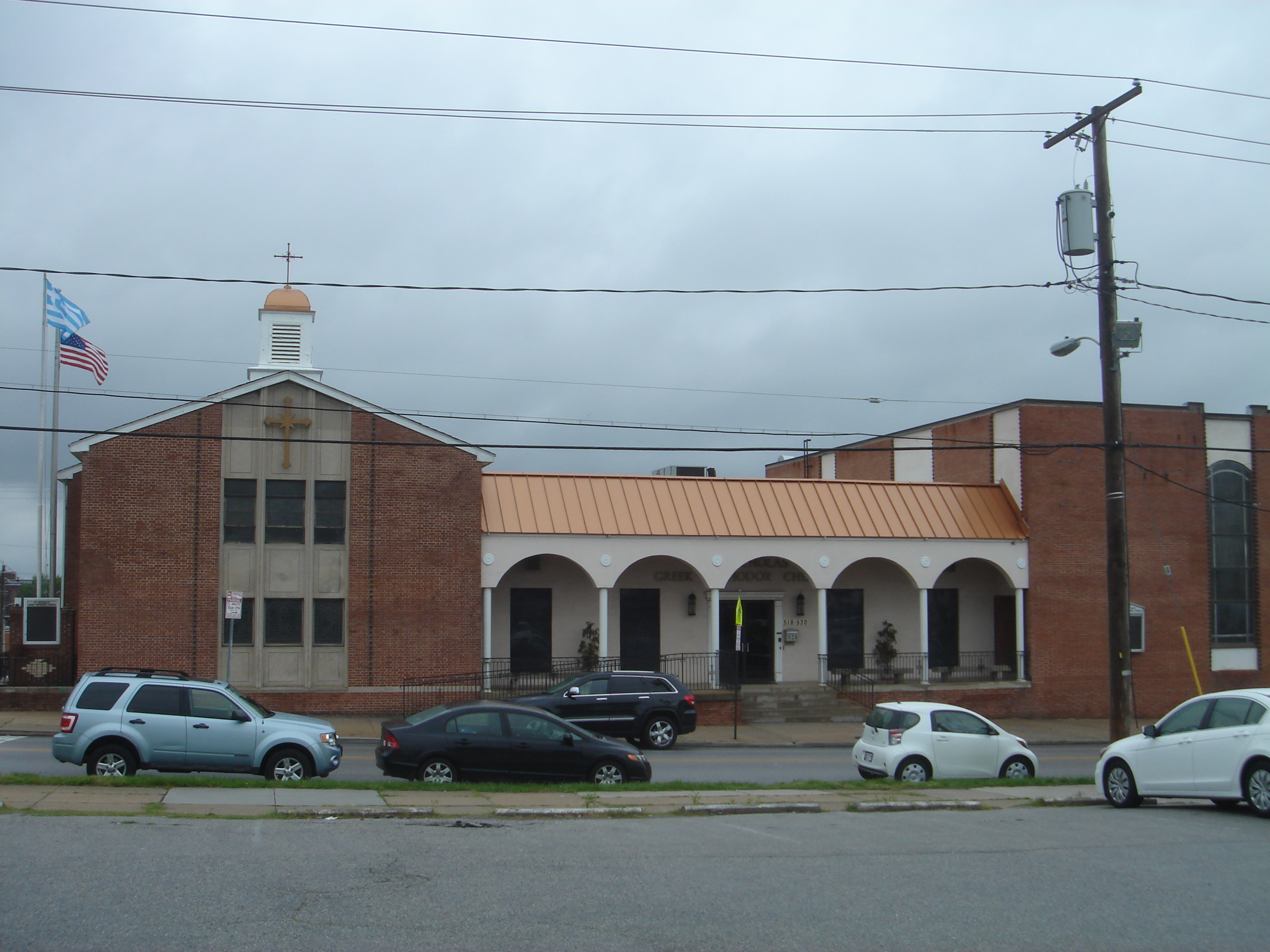
Церковь Святого Николая (2013)

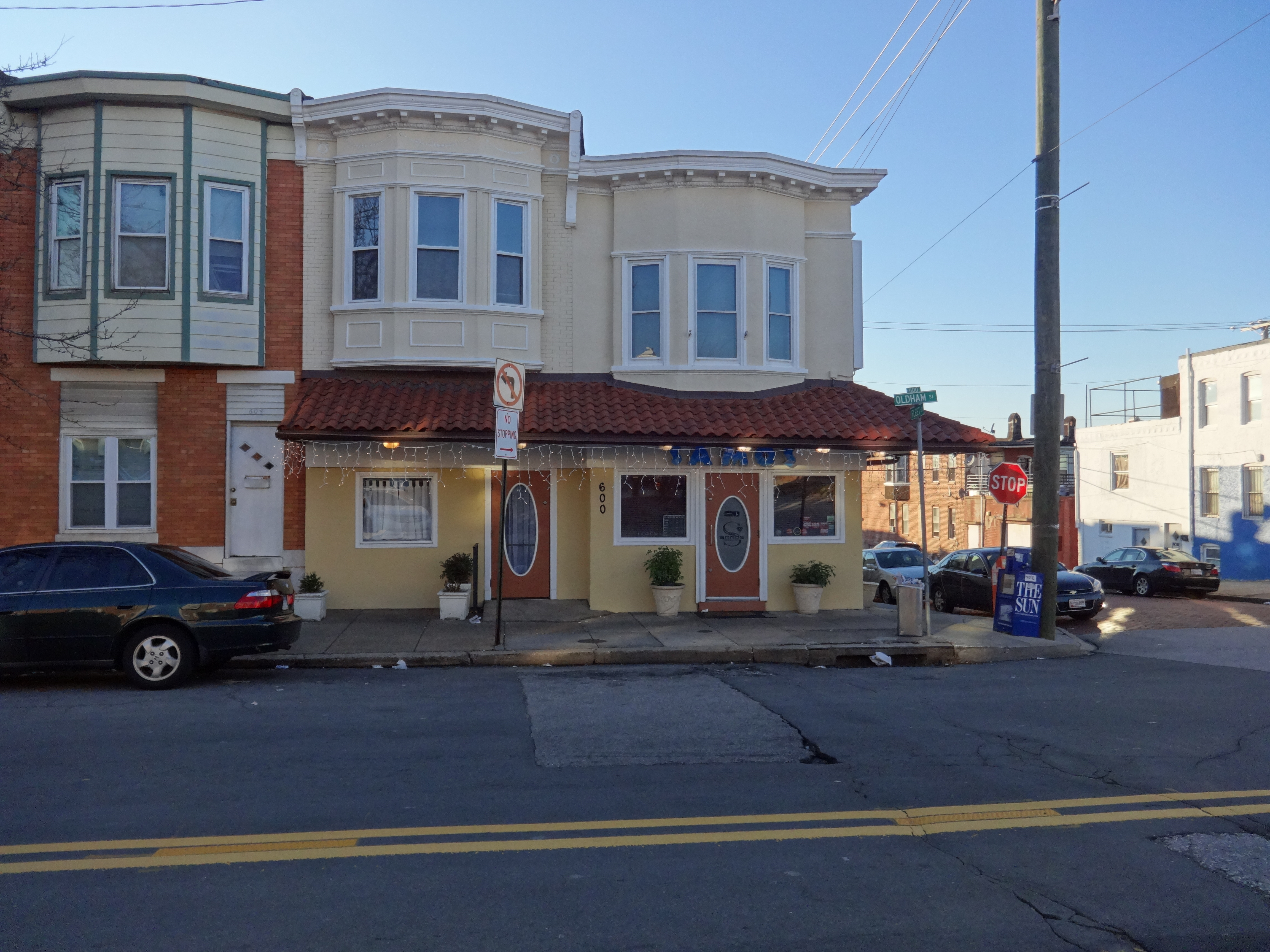
Ресторан «Samos» (Гриктаун, 2014)

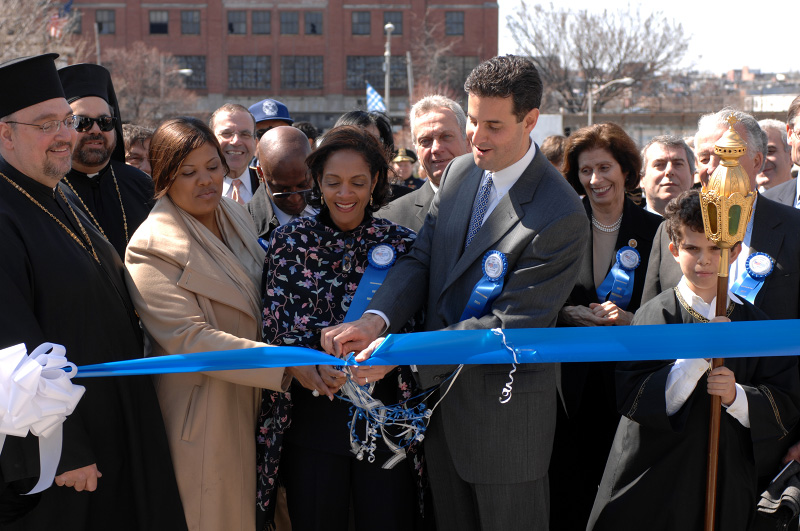
Джон Сарбейнз и мэр Балтимора Шейла Диксон разрезают ленточку на Мэрилендском параде в честь Дня Независимости Греции (2007)

### XIX век
Первыми прибывшими в Балтимор греками были девять подростков-беженцев, спасшихся от Хиосской резни (1822) — массового убийства турками-османами десятков тысяч греков на острове Хиос во время Греческой борьбы за независимость.
В 1890-е годы иммигранты из Греции впервые начали селиться в Балтиморе в большом количестве.

### XX век
Одни из первых греческих переселенцев Балтимора построили православную Евангелическую церковь (1906) и Благовещенский собор (1909).
К 1920-м годам активно развивающаяся, однако ещё малочисленная греческая община прочно утвердилась в Балтиморе. Вскоре для удовлетворения нужд растущей общины в городе была построена церковь Святого Николая.
В 1930—1950-х годах греческая иммиграция в Балтимор достигла своего пика.
В 1959 году местные греки впервые добились политического представительства, когда Питер Анджелос был избран в городской совет Балтимора.
В 1960—1980 годах греческое население города пережило ещё одно, хотя и менее масштабное резкое увеличение численности, чему послужило принятие в 1965 году Закона об иммиграции и гражданстве (Закон Харта-Целлера). В этот период, завершившийся к началу 1980-х годов, в Балтимор прибыли тысячи греков.
В 1980-е годы греческие жители нейборхуда, который в то время был известен под названием Хилл, добились от городских властей его переименования в Гриктаун. К тому времени греческая община состояла из 25 000 человек.

### XXI век
Несмотря на то, что в Гриктауне и Хайлендтауне всё ещё имеется значительное присутствие американских греков, однако численность греческой общины сокращается: население стареет, а многие выехали из родных нейборхудов. На фоне снижения греческого населения быстро увеличивается число новоприбывающих латиноамериканцев.

## Население
В 1920 году 699 родившихся за границей белых жителей Балтимора говорили на греческом языке.
В 1940 году в Балтиморе проживало около 1 200 американских греков. В этом же году 1 193 иммигранта из Греции являлись жителями Балтимора, что составляло 2 % белого населения, представители которого были родом из других стран.
В 2000 году греческая община Балтиморской агломерации насчитывала 16 764 человека (0,7 % населения), из которых 2 693 проживали в городе Балтимор (0,4 % населения).
В 2013 году в Балтиморе проживало около 2 611 греков (0,4 % населения).
В сентябре 2014 года иммигранты из Греции занимали 24 место в списке крупнейших по численности групп населения Балтимора, родившихся за рубежом, а греческий (помимо английского) являлся девятым наиболее распространённым в употреблении языком.

## Культура

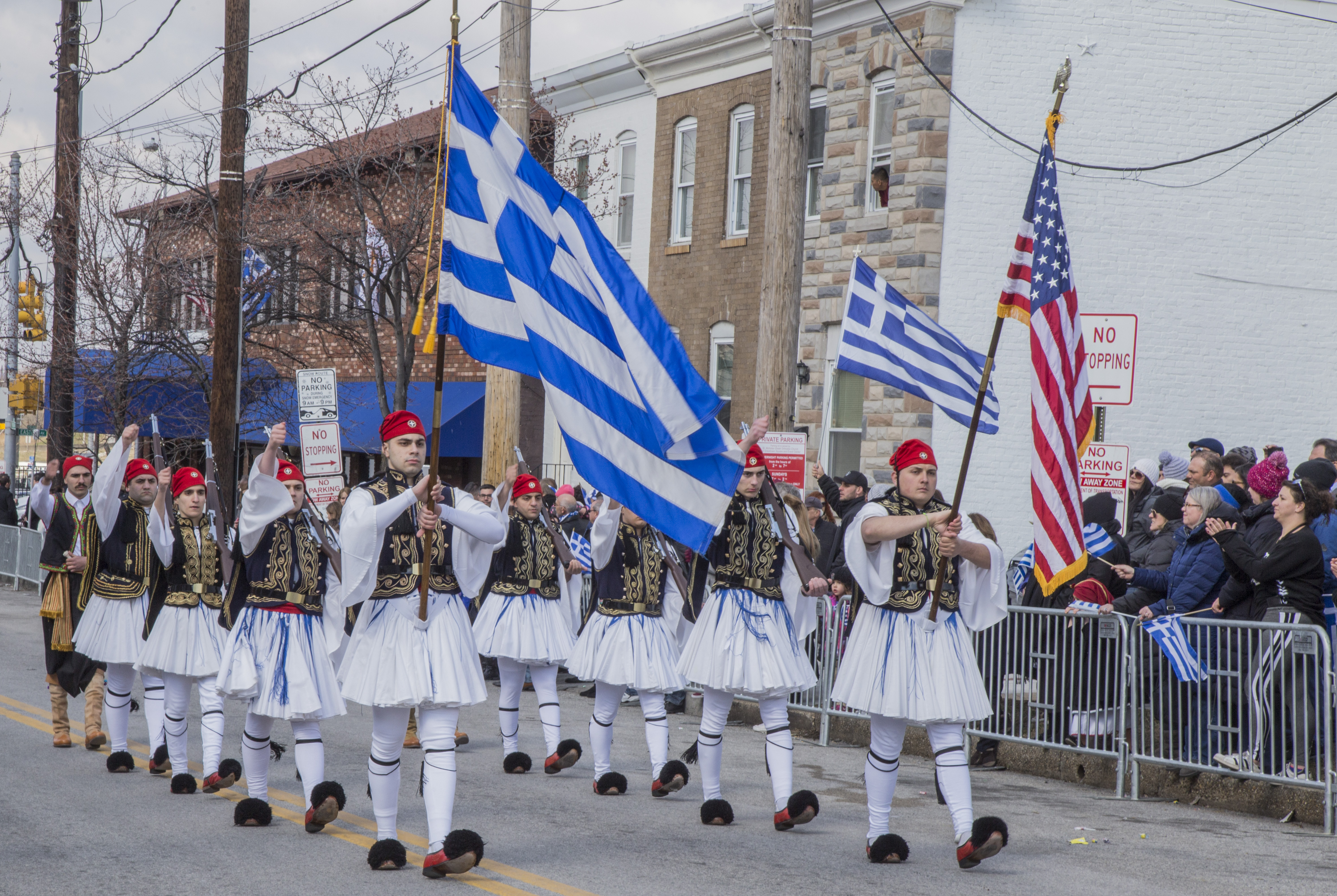
Парад по случаю Дня независимости Греции (2018)

В Балтиморе имеется множество ресторанов греко-американской кухни, в том числе «Ikaros», «The Acropolis», «The Black Olive», «Samos» и «Zorba’s». Кроме того, в городе ежегодно проводится Греческий народный фестиваль (англ. Greek Folk Festival), который устраивается в местной церкви Святого Николая.
Большинство проживающих в Балтиморе выходцев из Греции и их потомков принадлежат к греческой православной церкви, а незначительное меньшинство — к иудаизму. В последнем случае речь идёт о евреях-выходцах из Греции (главным образом сефарды), большинство из которых мигрировали в Балтимор в 1950-х годах из Салоник, а также из Афин и Патр.
Ежегодно в городе проходит торжественный парад по случаю Дня Независимости Греции.
Исторически в Балтиморе присутствует греческая мафия.

## Известные представители

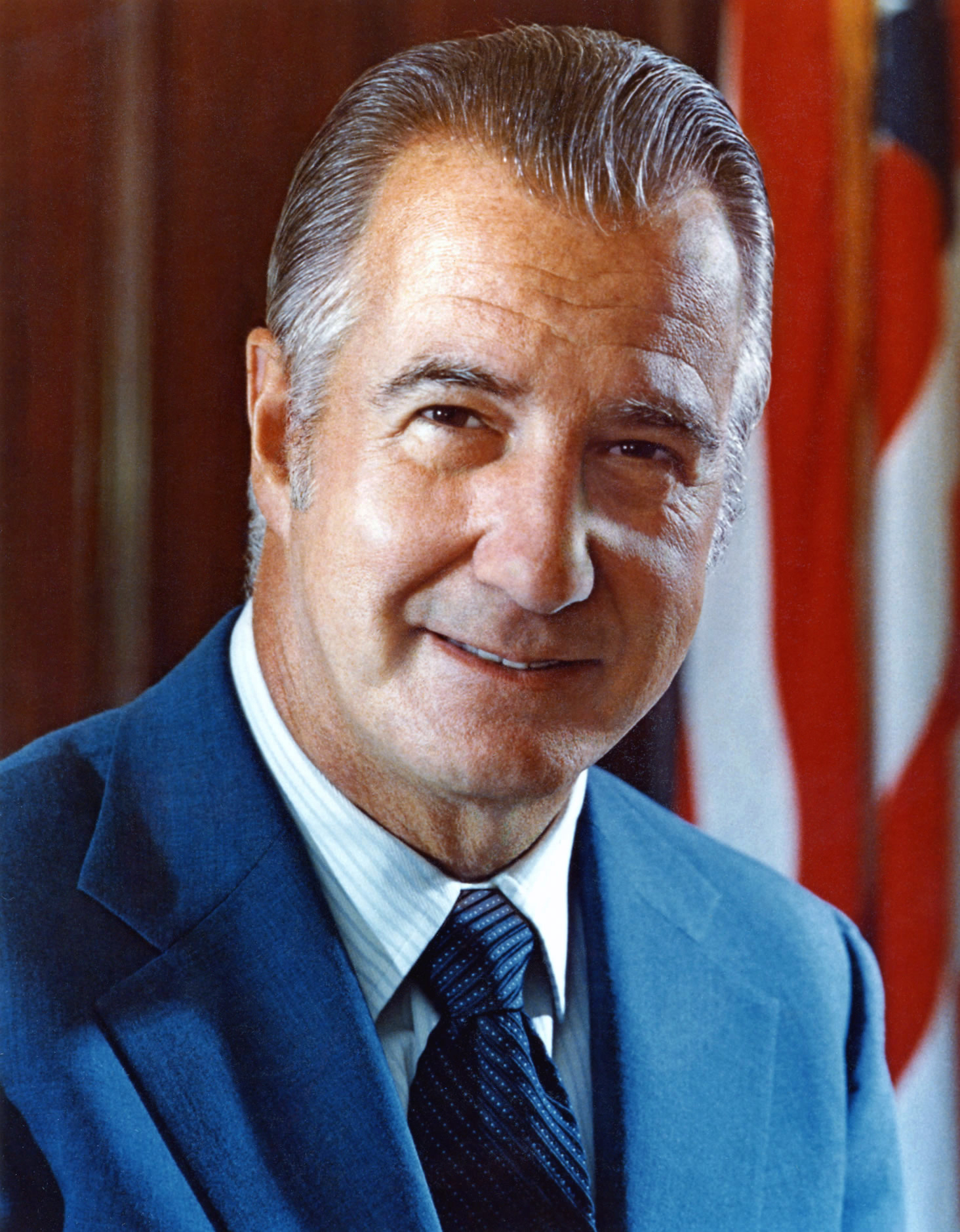
Спиро Агню

- Спиро Агню (1918—1996) — политик-республиканец, губернатор Мэриленда (1967—1969) и вице-президент США (1969—1973) при Ричарде Никсоне. Первый американский грек, занимавший эти должности.
- Питер Анджелос (род. 1930) — адвокат, основной владелец профессионального бейсбольного клуба «Балтимор Ориолс».
- Сэм Бульметис-старший (род. 1927) — жокей.
- Грегг Карукас (род. 1956) — клавишник, продюсер, композитор и пианист.
- Питер Москос (род. 1971) — бывший сотрудник Департамента полиции Балтимора, ассистент-профессор Колледжа криминальной юстиции Джона Джея и Центра аспирантуры факультета социологии Городского университета Нью-Йорка.
- Джон Сарбейнз (род. 1962) — политик-демократ, член Палаты представителей США.
- Пол Сарбейнз (род. 1933) — политик-демократ, член Палаты представителей США (1971—1977) и Сената США (1977—2007).
- Иоанна Сфикас-Карвелас (род. 1950) — оперная певица (драматическое сопрано), исполняющая ведущие партии и выступающая в США и Европе.
- Фрэнк Заппа (1940—1993) — композитор, певец, мультиинструменталист, продюсер, автор песен, музыкант-экспериментатор, а также звуко- и кинорежиссёр.